# José Vieira Couto de Magalhães
José Vieira Couto de Magalhães (Diamantina, 1 de noviembre de 1837} - Río de Janeiro, 14 de septiembre de 1898) fue un político, militar, etnólogo, escritor y folclorista brasileño. 
Nació en la provincia de Minas Gerais en la hacienda Gavião, en la localidad de Diamantina. Sus padres fueron Antônio Carlos de Magalhães, capitán y comerciante de piedras preciosas, y Tereza Antônio do Prado Couto Vieira, ama de casa. Ambos eran de ascendencia lusitana, siendo el padre portugués de hecho. Durante el Segundo Reinado fue gobernador de las provincias de Goiás, Pará, Mato Grosso y São Paulo. Murió el 14 de septiembre de 1898, a los 61 años, de sífilis, enfermedad que padecía desde los 52 años, cuando ya era gobernador de São Paulo.
Couto de Magalhães conocía bien el interior de Brasil y fue el iniciador de la navegación a vapor en la Meseta Central. Fue consejero de Estado y diputado por Goiás y Mato Grosso. Fue presidente de las provincias de Goiás, del 8 de enero de 1863 al 5 de abril de 1864, de Pará del 29 de julio de 1864 al 8 de mayo de 1866, de Mato Grosso del 2 de febrero de 1867 al 13 de abril de 1868 y de São Paulo del 10 de junio al 16 de noviembre de 1889, cargo que ocupó al proclamarse la república. Detenido y enviado a Río de Janeiro, fue liberado en reconocimiento a su enorme cultura y a sus acciones en favor de la limpieza de los sertones brasileños. Estuvo afiliado a la masonería durante su mandato.
Hablaba francés, inglés, alemán, italiano, tupí y numerosos dialectos indígenas. Inició estudios folclóricos en Brasil, publicando O selvagem (1876) y Ensaios de antropologia (1894), entre otros.
En 1885, fundó el primer observatorio astronómico del estado de São Paulo, en su finca de Ponte Grande, a orillas del río Tietê.
Es patrono de las siguientes Academias de Letras:
- Silla 31 de la Academia Tocantinense de Letras;
- Silla 19 de la Academia de Letras de Mato Grosso;
- Silla 11 de la Academia de Letras del Sur de Mato Grosso.

Couto de Magalhães tuvo tres hermanos, siendo el tercer hijo del matrimonio Antônio Carlos y Tereza. El primogénito fue Antonino, seguido de Antônio Carlos, que llegó a coronel de artillería y luchó en la Guerra del Paraguay. El menor fue Leopoldo, que se graduó en medicina.
Couto de Magalhães era nieto, por parte de madre, del mineralogista José Vieira do Couto (1752-1827), relativamente famoso en su época. Considerado un hombre profundamente culto, formó a lo largo de su vida una impresionante biblioteca, con obras cuyos autores abarcaban desde importantes nombres de la Antigüedad hasta los primeros científicos de principios del siglo XIX, incluyendo muchas obras sobre medicina, que él practicaba de manera informal, aunque nunca se había formado como médico.  Licenciado en Filosofía por la Universidad de Coímbra, era un hombre de ideas opuestas al imperio, habiendo sido acusado incluso de estar implicado en la Inconfidência Mineira. Irónicamente, su nieto llegaría a ser un alto funcionario del imperio y cercano al emperador Pedro II de Brasil.